# Xian de Fanshi
Le xian de Fanshi (繁峙县 ; pinyin : Fánshì Xiàn) est un district administratif de la province du Shanxi en Chine. Il est placé sous la juridiction de la ville-préfecture de Xinzhou.

## Démographie
La population du district était de 236 719 habitants en 1999.